# Attagenus havai
Attagenus havai es una especie de coleóptero de la familia Dermestidae.

## Distribución geográfica
Habita en Angola y Namibia.